# Carl Heinrich Ludwig Hoffmann

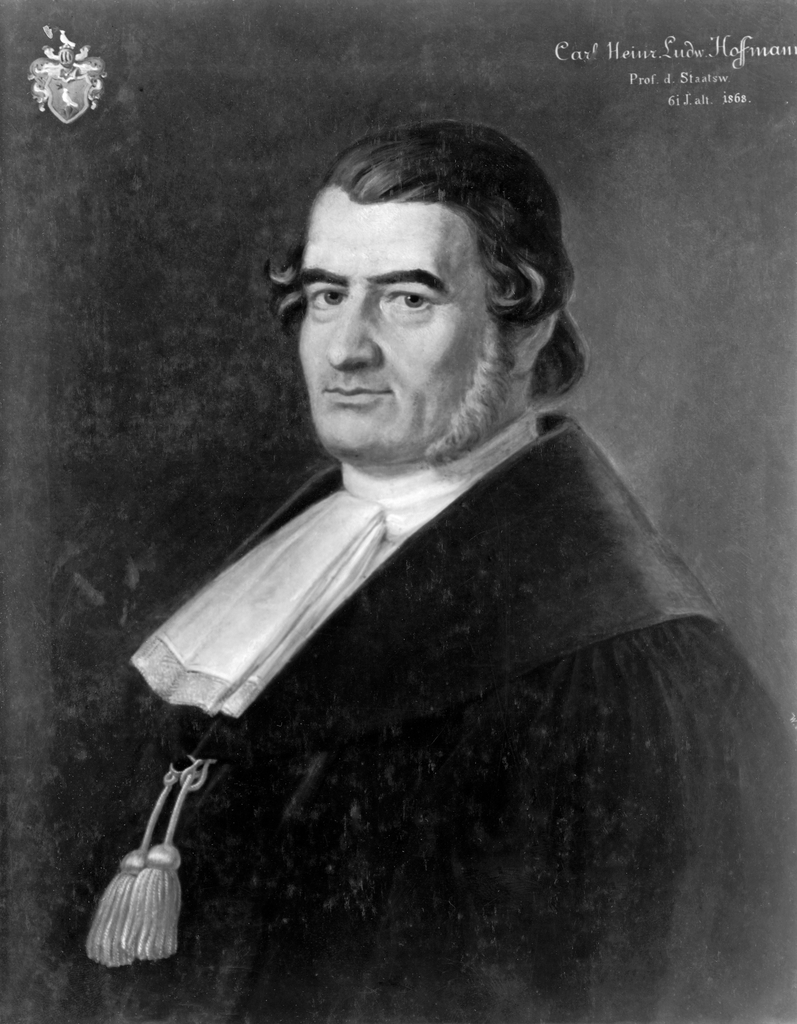
Carl Hoffmann auf einem Gemälde von W. Dilgram 1868 in der Tübinger Professorengalerie

Carl Heinrich Ludwig Hoffmann (* 10. April 1807 in Nürtingen; † 2. November 1881 in Esslingen) war ein deutscher Professor für Finanz- und Polizeirecht sowie für württembergisches Verwaltungsrecht.

## Leben
Carl Hoffmann besuchte das königliche Gymnasium Illustre in Stuttgart und studierte an der landwirtschaftlichen Akademie in Hohenheim und auf der Eberhard Karls Universität Tübingen Landes- und Staatswirtschaft. Er bestand 1834 die Prüfung für den höheren württembergischen Staatsfinanzdienst und hielt sich dann zur Erweiterung seiner Bildung eine Zeit lang in Berlin und auf großen preußischen Gütern auf. Er habilitierte sich 1837 in Tübingen für württembergisches Verwaltungsrecht durch eine anschließend disputierte Verquickung von regulärer und Ehrenpromotion. Er wurde dort 1838 zum außerordentlichen und 1842 zum ordentlichen Professor für dieses Fach auf dem neugeschaffenen Lehrstuhl für das Finanz-, Polizei- und Regiminalrecht. 
Am 27. Februar 1842 unterzeichnete er zusammen mit den Professoren Johannes Fallati, Robert von Mohl und Schütz eine Erklärung gegen umweltfeindliche Maßnahmen der Stadt Tübingen.
Ab 1847 war er Major und Oberst des aus etwa 150 Studenten bestehenden akademischen Sicherheits-Corps der Universität Tübingen. Aus Anlass des Tübinger Brotkrawalls, der durch eine Hungersnot und starke Teuerung in Württemberg ausgelöst worden war, wurden diese Studenten aus den Arsenalen der Universität bewaffnet. Das Sicherheitscorps beendete die Unruhen nach einem gewaltsamen Überfall durch Tübinger Plünderer auf die Schweickhardt’sche Kunstmühle.
1872 wurde er auf sein Ersuchen in den Ruhestand versetzt. Er zog nach Esslingen um, wo er am 2. November 1881 starb. Er fand seine letzte Ruhestätte auf dem Stadtfriedhof Tübingen. 
Hoffmann war während seiner Zugehörigkeit zur staatswirtschaftlichen Fakultät in Tübingen Mitherausgeber der dort erscheinenden Zeitschrift für die gesamte Staatswissenschaft und veröffentlichte darin verschiedene Abhandlungen. Von größeren Schriften hat er veröffentlicht:

## Werke
- Die eheliche Gütergemeinschaft und das Erbrecht der Ehegatten nach Frankfurter Statutar-Recht, Frankfurt am Main 1837.
- Das Finanzwesen von Württemberg zu Anfang des sechzehnten Jahrhunderts. Tübingen 1840 (Tübingen, Univ., Diss. 1840).
- Die Domanial-Verwaltung des Württembergischen Staats nach den bestehenden Normen und Grundsätzen. Laupp, Tübingen 1842 (Digitalisat in der Google-Buchsuche).
- Sammlung der württembergischen Finanzgesetze. Fues, Tübingen 1845–1848 (Vollständige, historisch und kritisch bearbeitete Sammlung der württembergischen Gesetze; 16)
  - Bd. 1: Enthaltend die Cameral-Gesetze von 1495 bis 1805, 1845 (Digitalisat).
  - Bd. 2,1: Tabellen, 1848 (Digitalisat)
  - Bd. 2,2: Formulare, 1848
- Das gesammte Württembergische Polizeirecht nach seinem gegenwärtigen Bestande. Erster Band. Laupp, Tübingen 1847 (Digitalisat in der Google-Buchsuche)
- Das württembergische Finanzrecht oder die Finanz-Gesetzgebung und Verwaltung des Württembergischen Staates in ihrem gegenwärtigen rechtlichen Bestande, nach den Quellen dargestellt. Erster Band. Laupp, Tübingen 1857 (Digitalisat in der Google-Buchsuche).
- Beitrag zur Würdigung des von dem K. Württemb. Finanz-Ministerium bei den Ständen eingebrachten Gesetzes-Entwurfes, betreffend die Besteuerung des Grundeigenthums, der Gefälle, Gebäude und Gewerbe. Laupp, Tübingen 1869.